# Southern Oregon University
Die Southern Oregon University SOU ist ein staatliches Liberal-Arts-College in Ashland im US-Bundesstaat Oregon. Gegründet 1871 als Ashland Academy ist es heute eine Hochschule, die Bachelor- und Master-Studiengänge anbietet und Teil des Oregon University Systems.

## Geschichte
Die Hochschule wurde 1872 als Ashland Academy von der Bischöflichen Methodistenkirche in Oregon gegründet. Nach der Umbenennung in Ashland College und Ashland College and Normal School erfolgte 1887 die staatliche Anerkennung als Normalschule. Aufgrund fehlender finanzieller Mittel wurde die Hochschule 1890 geschlossen. Die Wiedereröffnung der Hochschule 1895 als Southern Oregon State Normal School wurde durch staatliche Mittel sichergestellt. 1904 stellte man den Lehrbetrieb erneut ein, um die Hochschule 1926 neu zu eröffnen. Nach weiteren Umbenennungen in Southern Oregon Normal School, Southern Oregon College of Education, Southern Oregon College und Southern Oregon State College erhielt die Institution 1997 ihren heutigen Namen, um der Erweiterung der Studienangebote Rechnung zu tragen. Sie war Teil des Oregon University Systems, bis dieses 2015 aufgelöst wurde.

## Bekannte Absolventen
- Ty Burrell, Schauspieler
- D’Arcy Carden, Schauspielerin
- Elzabad Elisara, Handballspielerin
- Todd Field, Schauspieler und Filmregisseur, verließ die Hochschule nach einem Jahr
- Joel David Moore, Schauspieler

## Sport
Die Sportteams der Universität sind die Raiders.